# Museo civico del Risorgimento (Modena)
Il Museo civico del Risorgimento è stata una realtà museale autonoma allestita al piano terra del Palazzo dei Musei a Modena dal 1924 al 1990, anno in cui è stato chiuso al pubblico. Le sue raccolte sono confluite in quelle del Museo Civico, che le ha riordinate e catalogate, pubblicandone il catalogo a stampa e rendendole disponibili sul Portale della Regione Emilia-Romagna e attraverso il proprio sito web.

## Storia

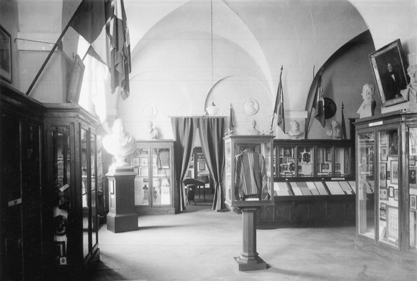
Il salone del museo nel 1937

Costituitosi a partire dal 1884, quando fu organizzata nell’ambito dell’Esposizione Nazionale di Torino la mostra del Risorgimento italiano, il Museo fu inizialmente (1894) ospitato in una delle sale del Museo Civico, al terzo piano di Palazzo dei Musei
Solennemente inaugurato nel 1896. Esso fu ben presto trasferito al piano di sotto, per esigenze di spazio connesse all’incremento delle raccolte, negli spazi oggi occupati dalla Biblioteca Estense. 
Il Museo acquisì tuttavia una configurazione pienamente autonoma, funzionale alla retorica nazionalista del Ventennio, soltanto tra il 1924, anno in cui fu nuovamente trasferito (questa volta al piano terra dello stesso palazzo), e il 1937, quando fu aggiunta la sezione dedicata al Fascismo. Il percorso documentava la partecipazione dei cittadini modenesi alle vicende nazionali del Risorgimento, dalla seconda metà del Settecento al 1870, ma comprendeva anche materiali relativi alla Guerra italo-turca, alla prima guerra mondiale e alla Rivoluzione fascista. Risale agli anni Sessanta del Novecento l’ultimo dei parziali riallestimenti del Museo, che comportò il ritorno ai confini cronologici 1796 – 1918, una selezione dei materiali esposti e la collocazione a deposito di tutti gli altri, per lo più ridotti in pessime condizioni conservative. Chiuso al pubblico nel 1990 in quanto l’impostazione museografica risultava ormai inadeguata alle moderne esigenze di fruizione, le raccolte furono ricoverate nei depositi del Museo Civico, mentre i locali furono destinati ad altri usi.

## Il patrimonio
Il patrimonio del Museo comprende circa 2.200 tra cimeli e opere d’arte, tra cui figurano dipinti, sculture e incisioni, in gran parte di limitato valore artistico ma di grande interesse storico e documentario, che illustrano i più importanti momenti e le principali figure modenesi legate alle vicende del Risorgimento nazionale. I nuclei più importanti di materiali fanno riferimento alla Restaurazione con i ducati di Francesco IV e di Francesco V d’Austria-Este, ai moti del 1821 con la figura di don Giuseppe Andreoli, a quelli del 1831 legati al principale eroe modenese del Risorgimento, Ciro Menotti, e a quelli del 1848. 
Altri nuclei importanti documentano le vicende legate alle figure di Pio IX, di Giuseppe Garibaldi, Nicola Fabrizi e Enrico Cialdini.
Alle raccolte del Museo del Risorgimento modenese appartengono inoltre importanti fondi di fotografie e di materiali archivistici e bibliografici: essi hanno costituito nella storia del museo un corpus unico che contribuiva alla costruzione di un racconto unitario e continuo. Il fondo fotografico, composto da oltre 2400 unità tra positivi, negativi e diapositive documenta figure, luoghi e momenti significativi del processo risorgimentale. Il patrimonio documentario comprende l’Archivio amministrativo del museo ed una collezione documentaria, di cui fanno parte una importante raccolta di autografi ed un gridario composto da 38 volumi che raccolgono grida databili tra la fine del Settecento e la metà dell’Ottocento. Il patrimonio librario comprende una cinquantina di volumi antichi e oltre 3000 tra libri e opuscoli moderni.